# Лиман (Славяносербский район)
Лиман (укр. Лиман) — село, относится к Славяносербскому району Луганской области Украины. Под контролем самопровозглашённой Луганской Народной Республики.

## География
Соседние населённые пункты: сёла Крутая Гора и Жёлтое на западе, Раёвка на северо-западе, Весёлая Гора на севере, Светлое, Приветное и Паньковка на северо-востоке, Стукалова Балка, посёлок Металлист и город Луганск на юго-востоке, сёла Шишково, Земляное, посёлок Тепличное и город Александровск на юго-западе.

## Население
Население по переписи 2001 года составляло 123 человека.

## Общие сведения
Почтовый индекс — 93733. Телефонный код — 6473. Занимает площадь 0,688 км². Код КОАТУУ — 4424583903.

## Местный совет
93733, Луганская обл., Славяносербский р-н, пос. Металлист, ул. Ленина, 55